# Diocesi di Tarma
La diocesi di Tarma (in latino Dioecesis Tarmensis) è una sede della Chiesa cattolica in Perù suffraganea dell'arcidiocesi di Huancayo. Nel 2022 contava 582.739 battezzati su 730.319 abitanti. È retta dal vescovo Timoteo Solórzano Rojas, M.S.C.

## Territorio
La diocesi comprende due province della regione peruviana di Junín, Junín e Tarma, e due province della regione di Pasco, Daniel Alcides Carrión e Pasco.
Sede vescovile è la città di Tarma, dove si trova la cattedrale di Sant'Anna.
Il territorio si estende su 13.032 km² ed è suddiviso in 20 parrocchie.

## Storia
La prelatura territoriale di Tarma fu eretta il 15 maggio 1958 con la bolla Ecclesiae navem di papa Pio XII, ricavandone il territorio dalle diocesi di Huancayo (oggi arcidiocesi) e di Huánuco.
Originariamente suffraganea dell'arcidiocesi di Lima, il 30 giugno 1966 entrò a far parte della provincia ecclesiastica di Huancayo.
Il 21 dicembre 1985 la prelatura territoriale è stata elevata a diocesi con la bolla Cum satis di papa Giovanni Paolo II.

## Cronotassi dei vescovi
Si omettono i periodi di sede vacante non superiori ai 2 anni o non storicamente accertati.
- Antonio Kühner y Kühner, M.C.C.I. † (15 maggio 1958 - 24 luglio 1980 nominato vescovo di Huánuco)
- Lorenzo Unfried Gimpel, M.C.C.I. † (19 settembre 1980 - 29 novembre 1988 deceduto)
  - Sede vacante (1988-1992)
- Luis Abilio Sebastiani Aguirre, S.M. † (21 novembre 1992 - 13 giugno 2001 nominato arcivescovo di Ayacucho)
- Richard Daniel Alarcón Urrutia (13 giugno 2001 - 28 ottobre 2014 nominato arcivescovo di Cusco)
- Luis Alberto Barrera Pacheco, M.C.C.I. (25 ottobre 2016 - 17 aprile 2021 nominato vescovo di Callao)
- Timoteo Solórzano Rojas, M.S.C., dal 18 giugno 2022

## Statistiche
La diocesi nel 2022 su una popolazione di 730.319 persone contava 582.739 battezzati, corrispondenti al 79,8% del totale.
| anno | popolazione | popolazione | popolazione | presbiteri | presbiteri | presbiteri | presbiteri                | diaconi | religiosi | religiosi | parrocchie |
| anno | battezzati  | totale      | %           | numero     | secolari   | regolari   | battezzati per presbitero | diaconi | uomini    | donne     | parrocchie |
| ---- | ----------- | ----------- | ----------- | ---------- | ---------- | ---------- | ------------------------- | ------- | --------- | --------- | ---------- |
| 1966 | 245.000     | 250.000     | 98,0        | 17         | 7          | 10         | 14.411                    |         | 5         | 15        | 16         |
| 1970 | 255.000     | 270.000     | 94,4        | 33         | 9          | 24         | 7.727                     |         | 26        | 17        | 18         |
| 1976 | 270.000     | 300.000     | 90,0        | 27         | 5          | 22         | 10.000                    |         | 24        | 18        | 20         |
| 1980 | 324.000     | 359.700     | 90,1        | 24         | 8          | 16         | 13.500                    | 2       | 17        | 16        | 20         |
| 1990 | 448.000     | 468.000     | 95,7        | 33         | 18         | 15         | 13.575                    |         | 15        | 29        | 18         |
| 1999 | 527.000     | 565.000     | 93,3        | 26         | 12         | 14         | 20.269                    |         | 14        | 26        | 18         |
| 2000 | 510.052     | 586.257     | 87,0        | 27         | 14         | 13         | 18.890                    |         | 13        | 23        | 18         |
| 2001 | 523.360     | 601.564     | 87,0        | 26         | 14         | 12         | 20.129                    |         | 12        | 26        | 18         |
| 2002 | 522.575     | 614.795     | 85,0        | 23         | 12         | 11         | 22.720                    |         | 11        | 22        | 18         |
| 2003 | 522.575     | 614.795     | 85,0        | 25         | 14         | 11         | 20.903                    |         | 11        | 27        | 18         |
| 2004 | 522.575     | 614.795     | 85,0        | 27         | 16         | 11         | 19.354                    |         | 11        | 27        | 18         |
| 2010 | 554.000     | 652.000     | 85,0        | 25         | 18         | 7          | 22.160                    |         | 8         | 28        | 18         |
| 2014 | 578.000     | 682.000     | 84,8        | 22         | 17         | 5          | 26.272                    |         | 5         | 30        | 18         |
| 2017 | 596.000     | 703.000     | 84,8        | 29         | 22         | 7          | 20.551                    |         | 8         | 24        | 18         |
| 2020 | 569.000     | 713.100     | 79,8        | 30         | 25         | 5          | 18.966                    |         | 7         | 9         | 22         |
| 2022 | 582.739     | 730.319     | 79,8        | 26         | 20         | 6          | 22.413                    | 5       | 6         | 13        | 20         |